# Laitier (métallurgie)
Pour les articles homonymes, voir Laitier.
Pour un article plus général, voir Scorie (métallurgie).

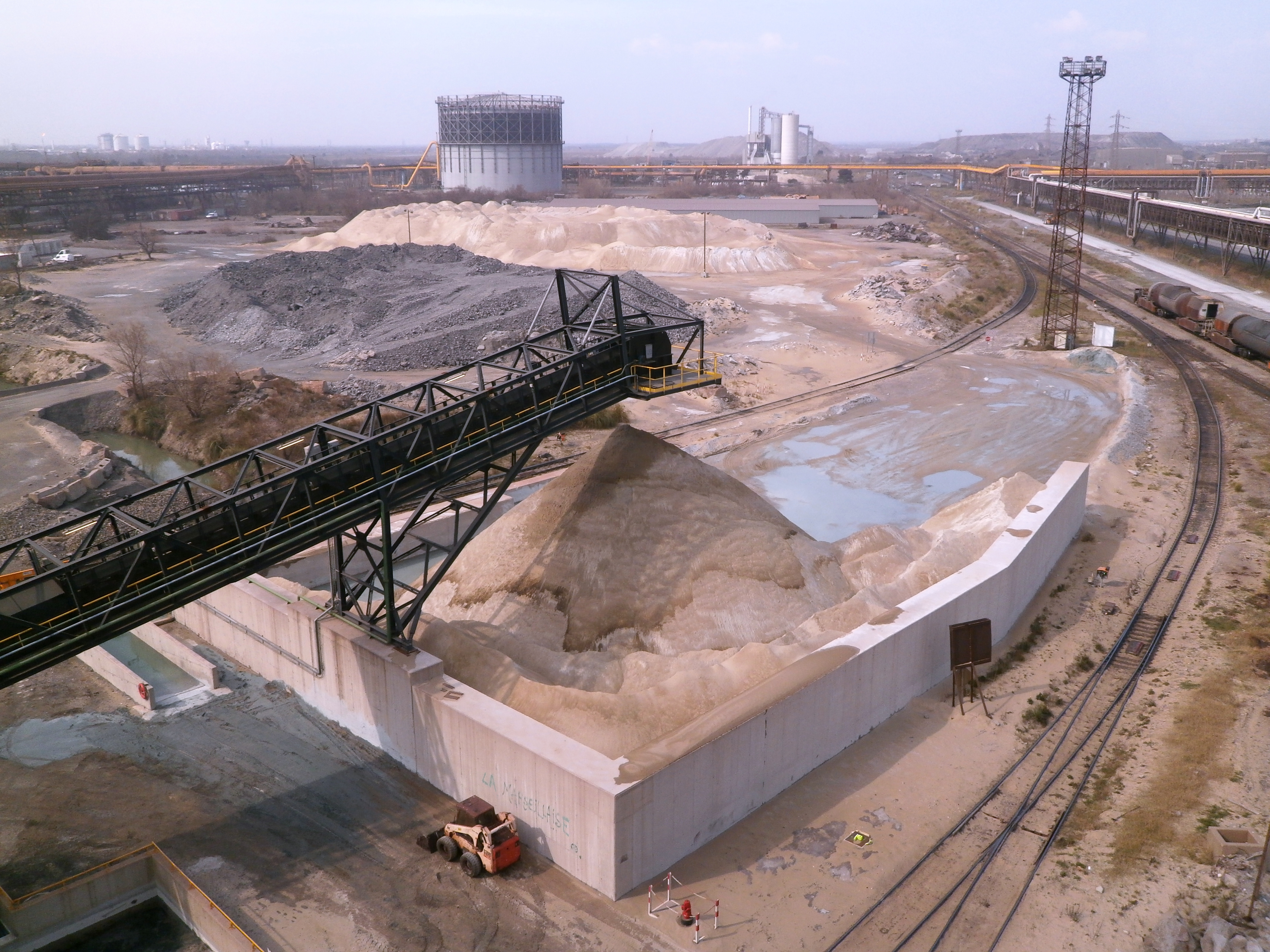
Tas de laitier de haut fourneau à l'usine sidérurgique de Fos-sur-Mer : laitier vitrifié (en beige clair, cône au premier plan et tas en arrière-plan) et cristallisé (en gris, au centre gauche). À l'arrière-plan, de gauche à droite : un gazomètre de gaz de cokerie et l'usine broyant le laitier vitrifié.
La composition chimique est rigoureusement identique, seul le mode de refroidissement varie.

Le laitier correspond aux scories qui sont formées en cours de fusion ou d'élaboration du métal par voie liquide. Il s'agit d'un mélange composé essentiellement de silicates, d'aluminates et de chaux, avec divers oxydes métalliques, à l'exception des oxydes de fer. Ses rôles dans la métallurgie des métaux ferreux en fusion sont multiples.
Cette matière est un important coproduit des hauts fourneaux, appréciée comme remblai ou comme matière première dans la fabrication du ciment. Quant aux laitiers d'aciérie, si les scories Thomas étaient également un débouché essentiel de la sidérurgie au début du XXe siècle, la valorisation des laitiers modernes passe après l'optimisation des procédés métallurgiques de la sidérurgie.

## Définition

### Éléments étymologiques
D'après Le Petit Robert, le terme est employé en métallurgie depuis au moins 1676. Son étymologie ramène immédiatement au mot « lait ». En effet, lorsqu'elles sont complètement exemptes de fer, les scories issues d'un haut fourneau ont une blancheur et un aspect qui rappelle le lait en ébullition. C'est un mot du métier :
« Laitier, terme de fondeurs traduisant bien dans sa métaphore spontanée la blancheur éclatante des scories qui surnagent dans le bain de fonte en fusion, alors que les ouvrages savants employaient plutôt « scories » ou « crasses » »
— Pierre Masson , Dix-Huitième Siècle, 1991

### Acception moderne
Le laitier est le nom que l'on donne aux scories métallurgiques issues de la métallurgie du fer et de ses composés :
« On appelle « laitiers » les scories exemptes de fer dans la métallurgie du fer et des ferroalliages, réservant le terme de scories aux scories ferrugineuses de la métallurgie des métaux non ferreux. On appelle aussi scories les sels fondus provenant par exemple de la réduction électrolytique d'halogénures. »
— Pierre Blazy & El-Aid Jdid , Introduction à la métallurgie extractive
Pour les hauts fourneaux, « l'expression sous-produit a été utilisée pendant très longtemps sans que personne n'y trouve à redire … Cependant afin de montrer que la valorisation des laitiers était un objectif en soi, cette expression a été remplacée dans les années 1980 par l'expression coproduit ». Le débat sémantique est identique pour les laitiers issus des convertisseurs Thomas : ces laitiers devaient être les plus riches possible en phosphore pour justifier leur emploi comme engrais. Par contre, pour les autres laitiers d'aciérie, leur valorisation est rarement rentable : il s'agit de sous-produits sans intérêt économique.

## Obtention
Le laitier apparaît lors de l'élaboration des métaux sous forme liquide. Sa faible densité (2,4) le fait flotter au-dessus du métal en fusion (densité de l'acier à 20 °C: 7,85). Le métal s'en sépare facilement car le laitier est un composé ionique, non miscible avec le métal en fusion.

### Laitier de haut fourneau
C'est un coproduit issu de la fabrication de la fonte dans un haut fourneau, où il correspond à la gangue stérile du minerai de fer à laquelle s'ajoutent les cendres du coke. La quantité de laitier produite correspond directement à la richesse du minerai de fer utilisé. Pour un haut fourneau moderne fonctionnant avec des minerais riches en fer, on atteint généralement une proportion 180  à   350 kg de laitier pour 1 tonne de fonte produite. Des chiffres extrêmes sont possibles : 100 kg/t pour un haut fourneau consommant du charbon de bois, 1 300 kg/t pour des minerais pauvres et un combustible bon marché. Ce dernier chiffre était classique au XVIIIe siècle… mais la teneur en fer du laitier dépassait 5%.
Pour le sidérurgiste, le laitier de fonte permet le contrôle de la composition de la fonte (notamment en ôtant le soufre, élément indésirable, mais aussi les alcalins, qui perturbent la marche du haut fourneau) et la maîtrise de l'usure des réfractaires.
Cependant, du point de vue thermique, le laitier est un stérile à fondre, même si son enthalpie de fusion, d'environ 1 800 MJ/t de laitier ne correspond qu'à 3,5 % du bilan énergétique du haut fourneau, sa valeur, quoique non négligeable, est bien moins intéressante que celle de la fonte. Les minerais de fer pauvres, comme la minette lorraine, induisant une plus grande consommation de coke au haut fourneau ont été ainsi abandonnés, puisque la quantité de matière à chauffer dans le haut fourneau est plus importante. En effet, même pour un haut fourneau fonctionnant avec des minerais riches en fer, le volume de laitier est identique à celui de la fonte produite (à cause de la différence de densité), le prix de vente du laitier granulé intervient dans moins de 5 % du coût de production de la fonte,.
Le laitier de haut fourneau, de composition chimique très stable et étant lui-même un liant hydraulique latent, est souvent valorisé dans la fabrication de ciment (BFS-OPC), un ciment sidérurgique actuellement dénommé CEM III suivant la norme européenne EN 197 définissant les différents types de ciments ou, plus occasionnellement, dans la fabrication de verre : il est alors granulé ou bouleté sous forme de sable. Ce sable est obtenu par refroidissement brutal au contact avec de l'eau de manière à le fracturer et à le vitrifier. Le laitier peut également être coulé en fosse, où il cristallise et craquelle après un refroidissement lent : il est alors destiné aux travaux publics (ballast, enrobé bitumineux...). S'il satisfait à de sévères conditions qualité, il peut aussi entrer dans la fabrication de laine de verre, etc.
| Compositions typiques de laitiers de fonte (en % du poids) | Compositions typiques de laitiers de fonte (en % du poids) | Compositions typiques de laitiers de fonte (en % du poids) | Compositions typiques de laitiers de fonte (en % du poids) | Compositions typiques de laitiers de fonte (en % du poids) | Compositions typiques de laitiers de fonte (en % du poids) | Compositions typiques de laitiers de fonte (en % du poids) | Compositions typiques de laitiers de fonte (en % du poids) | Compositions typiques de laitiers de fonte (en % du poids) | Compositions typiques de laitiers de fonte (en % du poids) |
| Type de laitier                                            | FeO / Fe2O3                                                | MnO                                                        | SiO2                                                       | Al2O3                                                      | CaO                                                        | MgO                                                        | P2O5                                                       | TiO2                                                       | S                                                          |
| ---------------------------------------------------------- | ---------------------------------------------------------- | ---------------------------------------------------------- | ---------------------------------------------------------- | ---------------------------------------------------------- | ---------------------------------------------------------- | ---------------------------------------------------------- | ---------------------------------------------------------- | ---------------------------------------------------------- | ---------------------------------------------------------- |
| Haut fourneau (fonte hématite)                             | 0,16 -0,2                                                  | < 1                                                        | 34 - 36                                                    | 10 - 12                                                    | 38 - 41                                                    | 7 - 10                                                     |                                                            | 1                                                          | 1 - 1,5                                                    |
| Cubilot (four à fusion)                                    | 0,5 - 2,5                                                  | 1 - 2                                                      | 25 - 30                                                    | 5 - 15                                                     | 45 - 55                                                    | 1 - 2                                                      |                                                            |                                                            |                                                            |

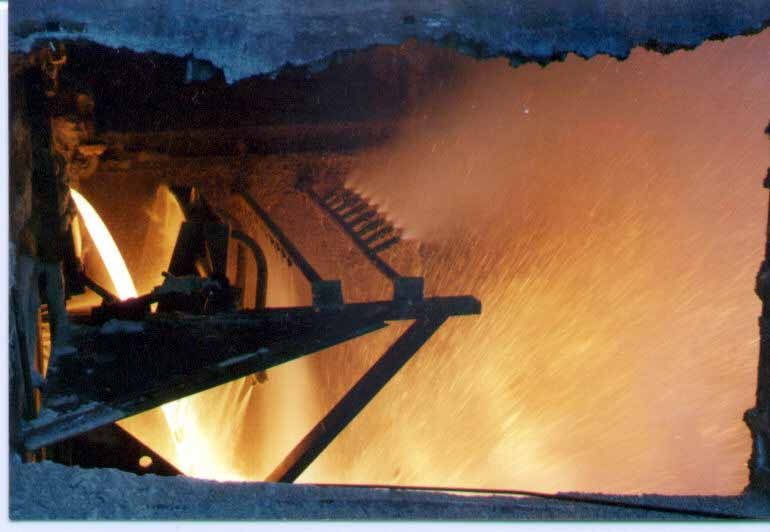
Laitier en fusion coulant dans une installation de bouletage.
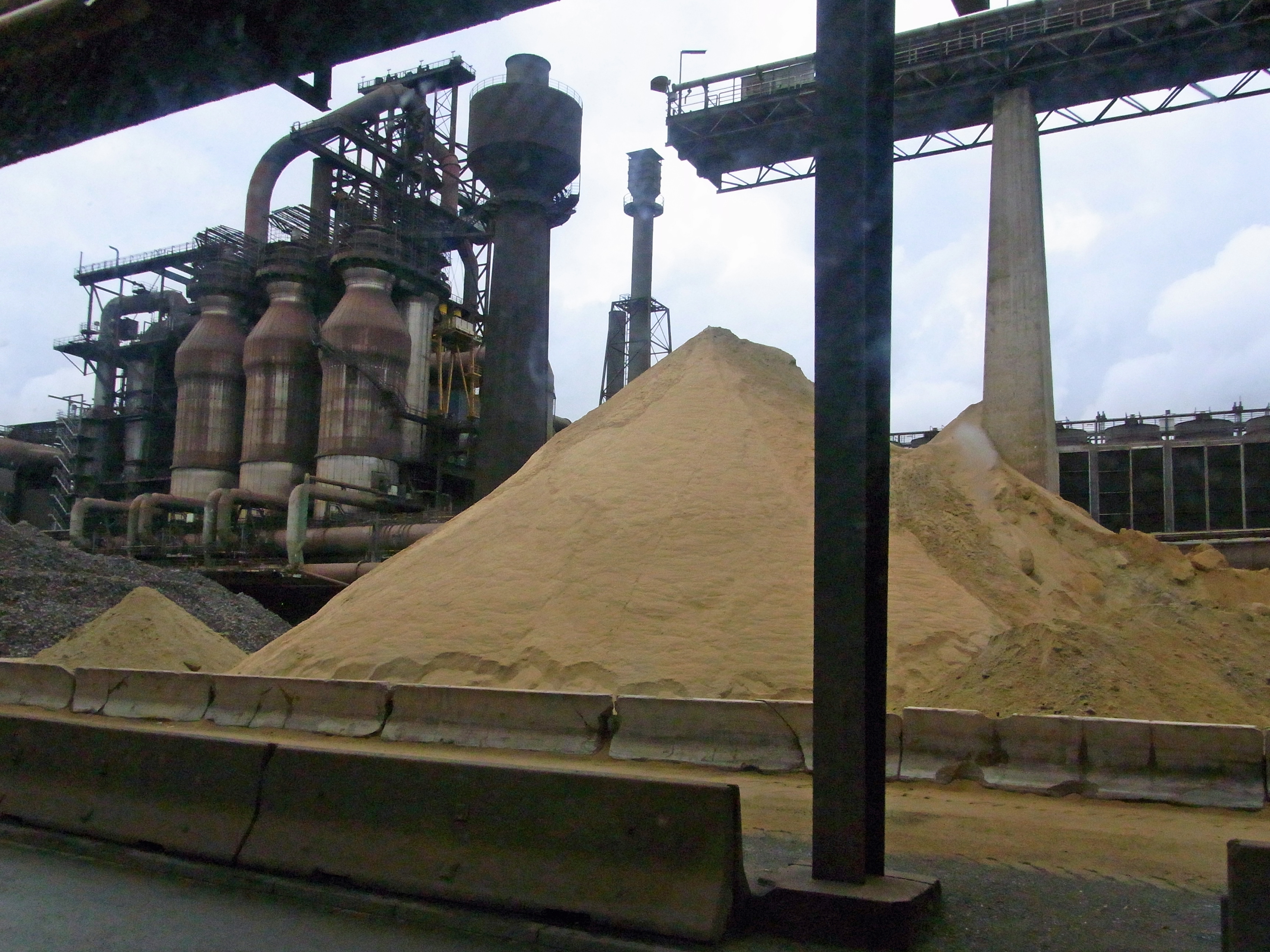
Laitier de haut fourneau granulé (ou vitrifié).
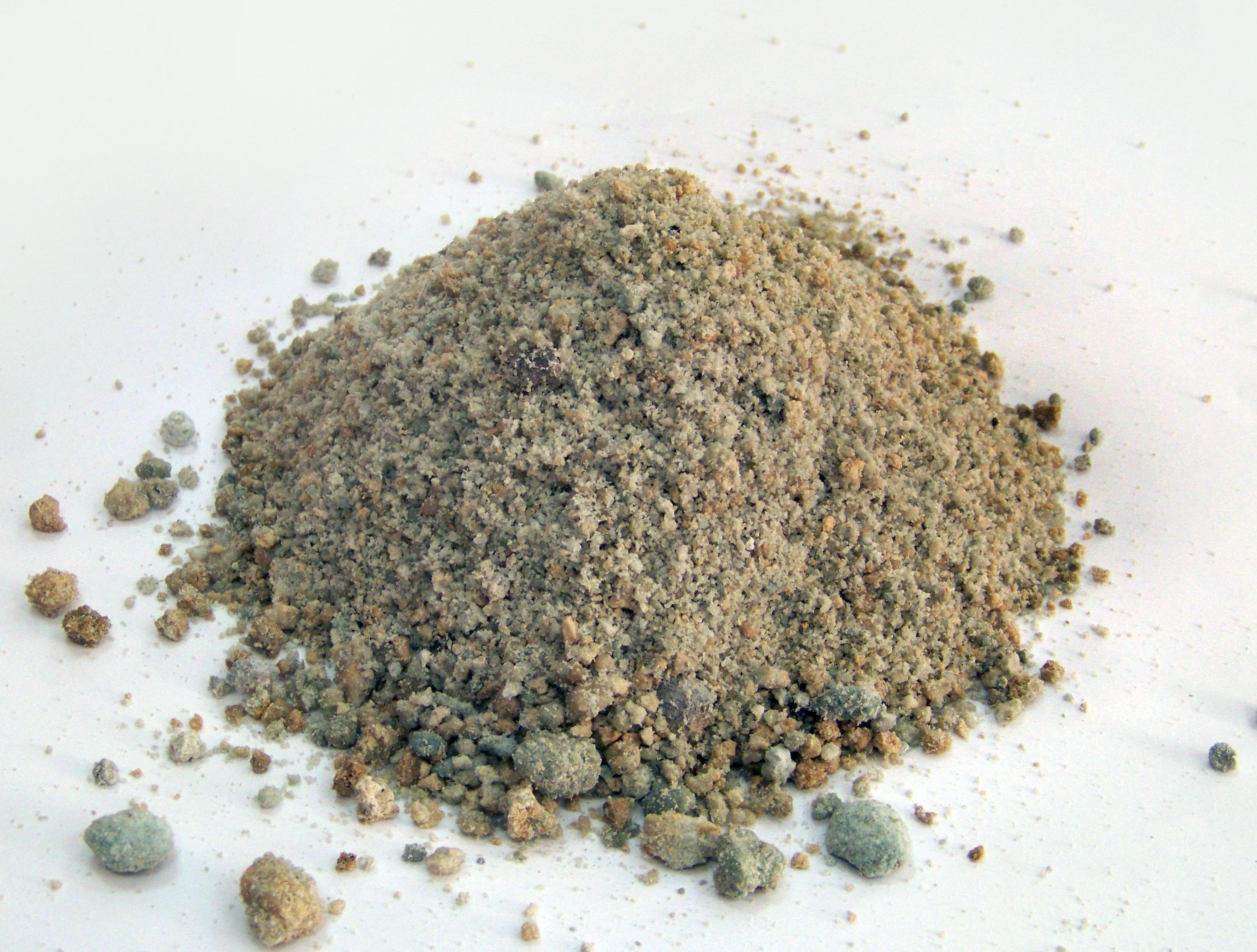
Échantillon de laitier granulé.
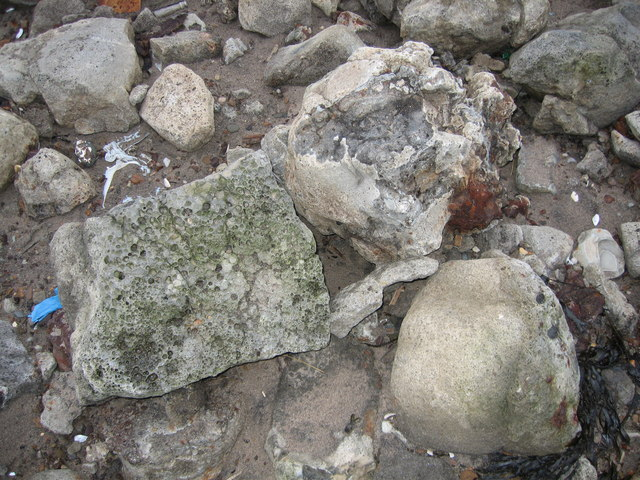
Bloc de laitier cristallisé utilisé dans du remblai.

### Laitier d'aciérie

#### Laitier de métallurgie primaire (ou laitier noir)
Dans une aciérie, le laitier vient à la fois des convertisseurs, où celui-ci est très oxydé, de la métallurgie en poche ou des fours électriques. Pour une tonne d'acier produite, on compte de 150  à   200 kg de laitier d'aciérie produits, quelle que soit la filière (haut fourneau – convertisseur ou fusion de ferrailles).
Le laitier de convertisseur (ou laitier noir) est produit par l'oxydation des éléments indésirables (comme le silicium, le soufre et le phosphore). Cependant, l'oxydation de certains métaux (comme le fer et le manganèse) est inévitable à cause de la nature même du procédé (injection de O2 pour oxyder les carbures contenus dans la fonte). Ces oxydes métalliques (FeO, Fe2O3, MnO2) de couleur noire sont dilués dans des matières destinées à donner au laitier un caractère plus ou moins basique (laitier fluide), ou acide (laitier visqueux), etc. Ces matières sont généralement basiques, comme la chaux magnésienne (MgO) ou le spath fluor (CaF2)[pas clair].
| Compositions typiques de laitiers de métallurgie primaire (en % du poids, en fin d'affinage) | Compositions typiques de laitiers de métallurgie primaire (en % du poids, en fin d'affinage) | Compositions typiques de laitiers de métallurgie primaire (en % du poids, en fin d'affinage) | Compositions typiques de laitiers de métallurgie primaire (en % du poids, en fin d'affinage) | Compositions typiques de laitiers de métallurgie primaire (en % du poids, en fin d'affinage) | Compositions typiques de laitiers de métallurgie primaire (en % du poids, en fin d'affinage) | Compositions typiques de laitiers de métallurgie primaire (en % du poids, en fin d'affinage) | Compositions typiques de laitiers de métallurgie primaire (en % du poids, en fin d'affinage) | Compositions typiques de laitiers de métallurgie primaire (en % du poids, en fin d'affinage) |
| Type de laitier                                                                              | FeO / Fe2O3                                                                                  | MnO                                                                                          | SiO2                                                                                         | Al2O3                                                                                        | CaO                                                                                          | MgO                                                                                          | P2O5                                                                                         | S                                                                                            |
| -------------------------------------------------------------------------------------------- | -------------------------------------------------------------------------------------------- | -------------------------------------------------------------------------------------------- | -------------------------------------------------------------------------------------------- | -------------------------------------------------------------------------------------------- | -------------------------------------------------------------------------------------------- | -------------------------------------------------------------------------------------------- | -------------------------------------------------------------------------------------------- | -------------------------------------------------------------------------------------------- |
| Bessemer original                                                                            | 15                                                                                           | 7                                                                                            | 75                                                                                           | 3                                                                                            |                                                                                              |                                                                                              | 0                                                                                            |                                                                                              |
| Procédé Thomas original                                                                      | 17                                                                                           | 9                                                                                            | 15                                                                                           |                                                                                              | 37                                                                                           | 10                                                                                           | 12                                                                                           | 0,5                                                                                          |
| Thomas amélioré                                                                              | 10                                                                                           | 3                                                                                            | 7                                                                                            | 2                                                                                            | 52                                                                                           | 5                                                                                            | 20                                                                                           | 0,3                                                                                          |
| Convertisseur type OLP                                                                       | 12                                                                                           | 4                                                                                            | 7                                                                                            |                                                                                              | 57                                                                                           |                                                                                              | 20                                                                                           |                                                                                              |
| Convertisseur type LD                                                                        | 20                                                                                           | 7                                                                                            | 13                                                                                           |                                                                                              | 48                                                                                           |                                                                                              | 2                                                                                            |                                                                                              |
| Four à arc électrique                                                                        | 32                                                                                           | 5                                                                                            | 15                                                                                           | 5                                                                                            | 34                                                                                           | 9                                                                                            |                                                                                              |                                                                                              |
| Four à arc électrique avec traitement OLP                                                    | 20 - 30                                                                                      |                                                                                              | 7                                                                                            |                                                                                              | 50                                                                                           |                                                                                              | 1 - 2,5                                                                                      |                                                                                              |

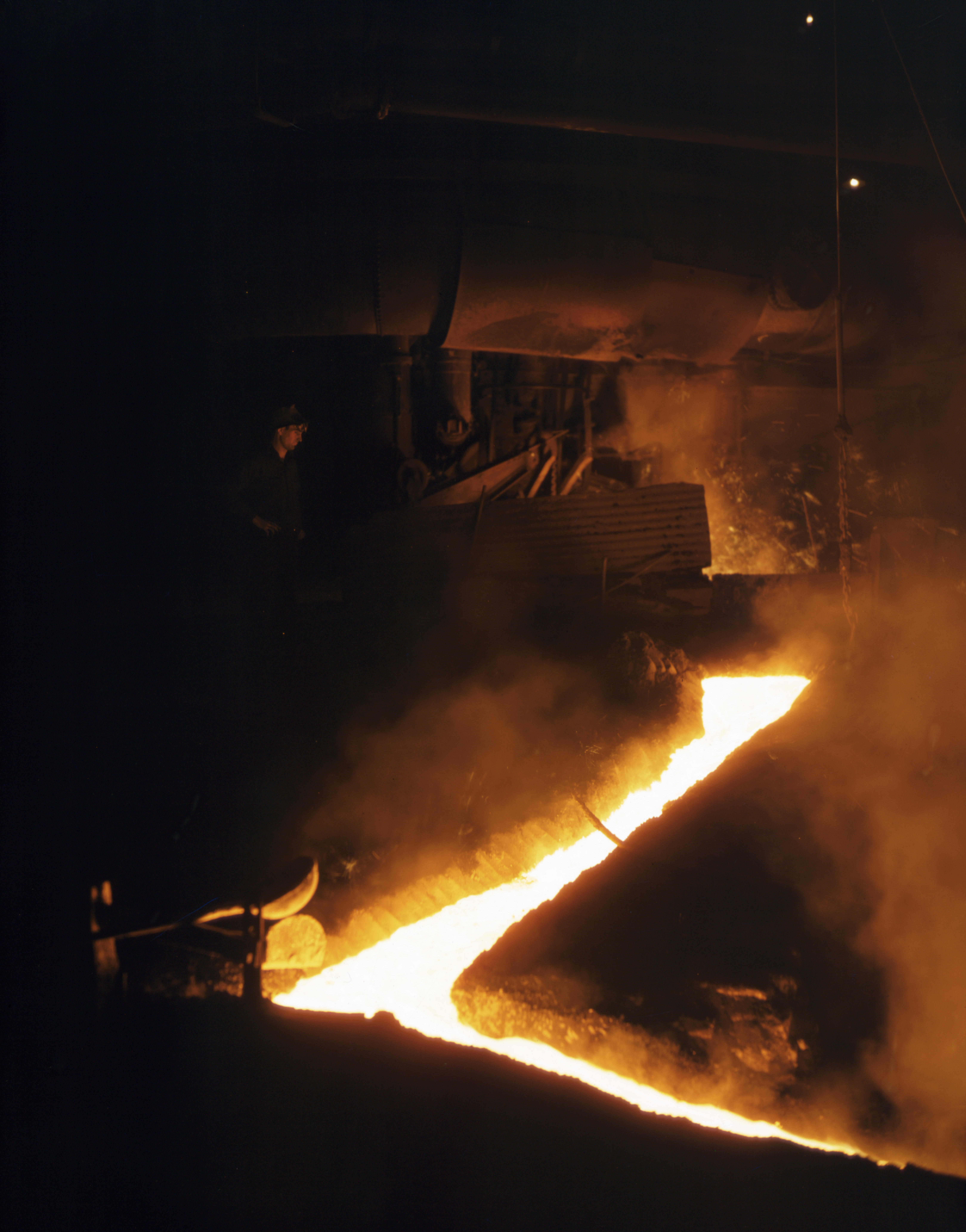
Laitier en fusion coulant dans une rigole, en sortie d'un convertisseur Martin-Siemens en 1941.
Laitier en fusion coulant dans une cuve à scories, collectant le trop-plein de la poche de métal située derrière, en sortie d'un convertisseur Martin-Siemens.

#### Laitier de métallurgie secondaire (ou laitier blanc)
Le rôle du laitier de métallurgie secondaire (ou laitier blanc) est aussi variable que complexe. Il rassemble les impuretés et les éléments chimiques indésirables en absorbant les inclusions d'oxydes dissoutes dans le métal, généralement issues du calmage. Pour cela, il est essentiel de gérer sa composition, de manière à le rendre réactif. Par exemple, une haute teneur en chaux et en fluor va favoriser la captation des inclusions d'alumine, qui sont acides. Cependant, ce laitier doit aussi ménager les briques réfractaires… le réglage des laitiers d'aciérie est donc un compromis.
Par ailleurs, certains oxydes du laitier, comme le FeO, peuvent oxyder les additions d'alliage comme le ferrotitane, l'aluminium, le ferrobore… Dans ce cas, ces éléments d'alliages sont consommés avant d'atteindre le métal liquide : leur oxydation est donc un gaspillage. Une quantité de laitier trop importante, ou une oxydation du laitier mal maîtrisée est dans ce cas rédhibitoire.
En métallurgie en poche ou métallurgie secondaire, les outils liés au traitement du laitier consistent généralement en un « râteau » pour « écrémer » le laitier flottant sur l'acier liquide. Des trémies permettent l'addition des produits destinés à constituer ou amender le laitier.
Les laitiers d'aciérie sont généralement de composition chaux-alumine, pour les aciers au carbone destinés aux produits plats, et chaux-silice pour les aciers au carbone destinés aux produits longs. Pour les aciers inoxydables, leur forte teneur en chrome les rend inaptes à l'utilisation en remblai mais leur recyclage en interne dans l'aciérie est économiquement intéressant.
| Compositions typiques de laitiers de métallurgie secondaire (en % du poids, en fin d'affinage) | Compositions typiques de laitiers de métallurgie secondaire (en % du poids, en fin d'affinage) | Compositions typiques de laitiers de métallurgie secondaire (en % du poids, en fin d'affinage) | Compositions typiques de laitiers de métallurgie secondaire (en % du poids, en fin d'affinage) | Compositions typiques de laitiers de métallurgie secondaire (en % du poids, en fin d'affinage) | Compositions typiques de laitiers de métallurgie secondaire (en % du poids, en fin d'affinage) | Compositions typiques de laitiers de métallurgie secondaire (en % du poids, en fin d'affinage) | Compositions typiques de laitiers de métallurgie secondaire (en % du poids, en fin d'affinage) | Compositions typiques de laitiers de métallurgie secondaire (en % du poids, en fin d'affinage) |
| Type de laitier                                                                                | FeO / Fe2O3                                                                                    | MnO                                                                                            | SiO2                                                                                           | Al2O3                                                                                          | CaO                                                                                            | MgO                                                                                            | P2O5                                                                                           | S                                                                                              |
| ---------------------------------------------------------------------------------------------- | ---------------------------------------------------------------------------------------------- | ---------------------------------------------------------------------------------------------- | ---------------------------------------------------------------------------------------------- | ---------------------------------------------------------------------------------------------- | ---------------------------------------------------------------------------------------------- | ---------------------------------------------------------------------------------------------- | ---------------------------------------------------------------------------------------------- | ---------------------------------------------------------------------------------------------- |
| Acier calmé à l'aluminium (laitier désulfurant)                                                | 0                                                                                              | 0                                                                                              | 10                                                                                             | 35                                                                                             | 45                                                                                             | 10                                                                                             |                                                                                                | 0,1                                                                                            |

### Flux ou laitier de soudage
On appelle laitier la croûte qui se forme sur le bain de la soudure lorsque l'on utilise un flux (enrobage de baguette, poudre ou granulés). Il protège ce bain de l'oxygène de l'air, et l'isole thermiquement. Il participe aussi à la composition chimique du bain de fusion, apport de d'élément chimique ou retrait (exemple éliminer le soufre).
Dans le soudage à l'électrode enrobée, c'est l'enrobage qui va, en fondant, créer le laitier.
On distingue alors les électrodes en fonction de leur enrobage : basique (riche en chaux), dont la mise en œuvre est difficile mais qui assure une excellente résistance mécanique, ou acide (riche en silice), à l'utilisation plus facile.

#### Caractéristiques
Les flux sont produits à l'aide de différentes technologies :
- en faisant fondre le mélange sec dans un four - il y est fondu  à une température de 1 250 à 1 500 °C puis refroidi avec des blocs de glace ou coulé dans de l'eau courante ; ce procédé limite l'absorption de l'humidité et leur forme et leur caractère chimique sont plus permanents lorsqu'ils sont recyclés ; cependant, les éléments désoxydants (en) et les composés d'alliages sont difficiles à fournir pendant la production[17],[18], ;

- en associant le mélange de poudre à un liant - le mélange de poudre sèche est combiné avec un liant approprié: soit du silicate de potassium, soit du silicate de sodium ( verre liquide ), ou les deux, puis il est granulé avec une presse et séché à une température d'environ 400 °C; les additifs et alliages oxydants sont facilement ajoutés au flux ; ils peuvent être teints et utilisés en couches plus épaisses ; l'inconvénient est une sensibilité accrue au mouillage[19],[20] ;

- flux agglomérés – ils sont produits sous forme de poudre, mais avec un liant céramique ; une température de production élevée empêche la possibilité d'ajouter des éléments désoxydants et alliés ; ils ont une sensibilité accrue au mouillage[19],[20] ;

- flux frittés – le mélange de poudres est assemblé par recuit à une température de 800 °C[19].

Selon le degré de basicité, les flux sont divisés en acides ( SiO2, P2O5 ), neutres ( Al2O3, B2O3, Cr2O3 ), basiques ( CaO, MgO, FeO, MnO, CrO, NiO, Na2O, K2O ),. En Tchèquie, la composition chimique des flux est définie dans ČSN FR 760 en fonction du contenu des composants individuels.
La basicité du flux peut être estimée à partir du calcul selon l'indice de Boniszewski,,:
{\displaystyle B={\frac {CaO+MgO+Na_{2}O+K_{2}O+CaF_{2}+1/2(MnO+FeO)}{SiO_{2}+1/2(Al_{2}O_{3}+TiO_{2}+ZrO_{2})}}}
Les composants individuels sont entrés dans l’équation sous forme de pourcentage massique.
Échelle de basicité :
- {\displaystyle B\leq 0,9} – flux acides
- {\displaystyle 0,9<B<1,2} – flux neutres
- {\displaystyle 1,2\leq B\leq 2,0} – flux basiques
- {\displaystyle B\geq 2,0} – grande basicité

## Physico-chimie
| Na2O  | 1,15 |
| CaO   | 1,0  |
| MgO   | 0,78 |
| CaF2  | 0,67 |
| TiO2  | 0,61 |
| Al2O3 | 0,61 |
| MnO   | 0,59 |
| Cr2O3 | 0,55 |
| FeO   | 0,51 |
| Fe2O3 | 0,48 |
| SiO2  | 0,48 |

Lorsqu'il est en fusion, le laitier est une solution d'oxydes. Les plus fréquents sont le FeO, le Fe2O3, le SiO2, l'Al2O3, le CaO, le MgO. Quelques sulfures peuvent y être aussi présents, mais la présence de chaux et d'alumine diminue leur solubilité.
La géométrie moléculaire d'un laitier en fusion peut être distinguée selon trois groupes d'oxydes : acide, basique et neutre. Les oxydes acides les plus fréquents sont la silice et l'alumine. Lorsque ces oxydes sont en fusion, ils polymérisent en formant de longs complexes. Les laitiers acides sont ainsi très visqueux et, bien sûr, n'assimilent guère les oxydes acides présents dans le métal en fusion.
Les oxydes basiques, comme la chaux (CaO) ou la magnésie (MgO), se dissolvent dans un laitier acide en tant que composés ioniques. Ils brisent les chaînes moléculaires d'oxydes acides en de plus petites unités. Le laitier devient alors moins visqueux. L'assimilation d'autres oxydes acides devient aussi plus facile. Jusqu'à une certaine limite, l'ajout d'oxydes basiques dans un laitier acide, ou d'oxydes acides dans un laitier basique, abaisse la température de fusion.
Enfin les oxydes neutres (en fait légèrement acides), comme la wustite (FeO) ou l'oxyde de cuivre(I) (Cu2O), réagissent peu avec les chaînes d'oxydes.
En règle générale, la conductivité électrique varie beaucoup avec la température[pas clair], et augmente avec la basicité (c.-à-d. avec la fluidité du laitier favorisant la diffusion des ions porteurs de charge électrique dans le milieu fondu) et la teneur en oxydes de cuivre et de fer. La tension superficielle, elle, dépend peu de la température et augmente avec l'acidité c.-à-d. avec la viscosité du laitier.

## Valorisation des laitiers

### Conditionnement
Plusieurs qualités de laitier sont présentes sur le marché. On peut premièrement les classer suivant leur origine :
- laitiers de hauts fourneaux (HF) ;
- laitiers d'aciérie électrique ;
- laitiers d'aciérie de convertisseur à oxygène (LD), qui sont des laitiers d'aciérie.

On peut aussi les classer suivant la façon dont ils ont été transformés :
- vitrifiés par mélange brutal avec de l'eau (75 % en 2010). Le laitier ressemble alors à un sable humide qui est envoyé aux cimenteries où il peut remplacer une partie du clinker ;
- cristallisés en le coulant dans une fosse où il refroidit lentement (23 % en 2010). Le produit obtenu est une roche poreuse mais résistante, généralement utilisée comme remblai ;
- bouletés dans une installation de bouletage (2 % en 2010). Le laitier est alors plus ou moins vitrifié, avec une certaine dispersion granulométrique il peut lui aussi être broyé pour des applications cimentières.
- transformés en laine de verre (par refroidissement rapide avec de l'air et de la vapeur d'eau) ou en mousse de verre (avec refroidissement ralenti en utilisant peu d'eau). Ces deux procédés ne concernent qu'un tonnage très faible.
- transformés en briques, l'église de Marnaval (Haute-Marne) en étant l'unique exemple en France d'utilisation de ce type sur un édifice religieux.

Les laitiers granulés et les laitiers bouletés sont généralement produits grâce à la projection d'eau sous pression dans le laitier en fusion, dès la sortie du haut fourneau. Le produit obtenu est un sable fin et homogène. Dans de rares cas, le refroidissement est fait à l'air, mais de nombreux inconvénients (dégagement gazeux, bruit, fibre de verre, encombrement de l'installation) limitent cette pratique.
Les laitiers cristallisés sont issus du refroidissement par aspersion d'eau du laitier en fusion coulé à terre. La solidification et le refroidissement du laitier amènent à son craquelage. Ce procédé est le premier historiquement réalisé : il ne nécessite qu'une fosse de stockage du laitier en fusion et des rampes d'arrosage. Son obtention ne consomme en outre que de faibles quantités d'eau. Cependant, un concassage secondaire est généralement nécessaire pour utiliser ce matériau. L'inconvénient réside dans le fait que ce matériau présente une certaine hétérogénéité.
Actuellement, la tendance pour les laitiers de haut-fourneau va vers la granulation, éventuellement la cristallisation. La plus faible quantité de laitier produit par les aciéries ne rendant pas une installation de granulation ou bouletage rentable, les laitiers de convertisseur, de four électrique ou de poche sont cristallisés.
Il faut cependant noter que les laitiers sidérurgiques, en piégeant certains composés ou métaux lourds, peuvent être très polluants pour les sols, l'eau et même la faune en cas d'ingestion après épandage (ex : 23 bovins - dans un troupeau de 98 - morts en 10 jours en Suède d'une intoxication aiguë au vanadium provenant d'un épandage de laitier métallurgique).

### Utilisation
On peut définir trois grandes classes d'utilisation des laitiers :
- Liants à potentiel hydraulique, ou liants hydrauliques latents, substituables au clinker (principal composant du ciment Portland ordinaire ou CEM I) en proportions variables (ciment sidérurgique (CEM III) et ciments composés (CEM II et CEM V) dans la nomenclature européenne des ciments : norme EN 197) ;
- Granulats pour les remblais (en composant de produits traités ou non) ;
- Sous forme d'engrais et d'amendement de sols.

#### Utilisation sous forme de liants hydrauliques
Les laitiers granulés ou bouletés peuvent développer une prise hydraulique lente sous l'effet d'un activant basique (clinker ou chaux). Après broyage fin (3 500  à   4 500 blaines) avec séchage simultané, ils trouvent leurs utilisations comme composant principal ou secondaire des ciments sidérurgiques (CEM III) et des ciments composés (CEM II et CEM V).
Ces laitiers de haut fourneau granulés broyés, dits GGBS ou GGBFS (ground granulated blast-furnace slag (en), entrent dans la composition des ciments composés avec d'autres additions (cendres volantes, fumée de silice, filler calcaire, etc.) et remplacent le clinker. Outre la valorisation très utile d'un sous-produit industriel, cet usage permet l'obtention de ciments dégageant nettement moins de chaleur et ce sur un intervalle de temps plus étalé. Cela permet d'abaisser la température des bétons mis en oeuvre pour des ouvrages massifs et aussi d'adapter le choix du type de ciment en fonction des températures saisonnières et des climats. Une température moins élevée est recherchée pour minimiser le retrait et la fissuration du béton. Une température plus basse facilite aussi la cure du béton par temps chaud en diminuant les pertes d'eau par évaporation (surtout pour les dalles et radiers de grande surface exposés au soleil et au vent par temps sec).

#### Utilisation sous forme de granulats
L'utilisation sous forme de granulats est moins utile et moins rentable que celle sous forme de liant hydraulique. Cependant, tous les types de laitiers cristallisés sont utilisables sous forme de granulats.
L'utilisation des laitiers de haut-fourneau cristallisés est reconnue sous deux formes :
- en fraîche production : le laitier est refroidi à la sortie du haut-fourneau et subit un concassage dans la foulée ;
- après un passage en crassier : le laitier est stocké dans un crassier, l'équivalent d'un terril. Ce stockage peut entraîner une hétérogénéité du matériau notamment en cas de mauvais suivi des approvisionnements.

Dans les deux cas, on note l'utilisation de ces granulats :
- en graves non traitées (GNT) ;
- en graves traitées au laitier granulé (dites graves laitier tout laitier) ;
- en enrobés hydrocarbonés.

La pratique des laitiers électriques est plus récente mais se substitue de plus en plus à la précédente du fait de la disparition progressive des hauts fourneaux en Europe (sous l'effet de la mondialisation et de la délocalisation des outils de production vers l'Asie) et de l'emploi, de plus en plus développé, du laitier de haut fourneau granulé moulu soit comme composant du ciment, soit comme addition dans le béton en substitution du ciment. Il faut rester vigilant quant aux diverses appellations de laitiers : sous l'appellation de laitier électrique, on peut trouver des laitiers de poche (dans lesquels sont affinés les aciers pour donner les nuances voulues) qui contiennent une teneur non négligeable en métaux lourds. Toutefois, les contraintes règlementaires actuelles encadrant leur mise sur le marché garantissent leur innocuité sanitaire et environnementale.
On note l'utilisation de ces granulats :
- en graves non traitées (GNT) ;
- en graves traitées au laitier granulé (dites graves laitier tout laitier) ;
- en enrobés hydrocarbonés et en lit de pose en assainissement.

Le laitier bouleté a connu également deux autres formes d'utilisation de par ses caractéristiques de densité plus favorable pour des bétons :
- dans la confection de béton léger pour un gain de poids dans les planchers de bâtiment de grande hauteur, principalement aux États-Unis (Siège de General Motors)[29] ;
- dans la confection de parpaing avec des granulométries de 0/4 mm pour le sable et 4/20 mm pour le gravier.

L'usage des laitiers d'aciérie à convertisseur d'oxygène est encore d'ordre expérimental, et exclusivement en granulats non liés pour les remblais. En effet, il n'est pas rare de trouver des nodules de chaux (CaO) susceptibles de s'hydrater plus tard en gonflant. La présence de nodules de chaux prohibe donc son emploi comme granulat pour le béton (granulats liés). Pour les remblais, le gonflement pouvant survenir au contact de l'eau après la mise en place de ce type de laitier peut provoquer une détérioration de la chaussée.
Plusieurs méthodes sont utilisées pour s'affranchir du risque d'expansion volumique dû à l'hydratation de la chaux :
- le vieillissement à l'air libre du matériau : le laitier est étalé à l'air libre et s'hydrate sous l'effet de la pluie ou par aspersion artificielle. En outre, la chaux se carbonate également au contact du CO2 contenu dans l'air (~ 415 ppm en 2022). Cette méthode exige des superficies considérables de stockage surtout si on étale le matériau sur une épaisseur faible permettant l'infiltration de l'eau et la diffusion du CO2 de la surface à la base du stock ;
- le vieillissement accéléré en autoclave. Cette méthode exige des quantités d'énergie non négligeables mais est utilisée dans des pays riches démunis de matériaux naturels et ne disposant pas de grandes surfaces pour le stockage à l'air libre de ce laitier (ex : Pays-Bas) ;
- par la mise en place d'un système d'assurance qualité et de traçabilité rigoureux des laitiers de la coulée à leur transformation finale en granulats. Certaines aciéries peuvent grâce aux analyses chimiques qu'elles réalisent systématiquement sur leurs laitiers (pour garantir la qualité de l'acier produit) classer les laitiers en matériaux valorisables ou non comme granulats.

Actuellement[Quand ?], peu d'usages en granulats sont autorisés par les organismes de contrôle. Leur utilisation se fait encore beaucoup dans le cadre de chantiers expérimentaux. Par contre, cette même richesse en chaux qui freine leur emploi comme granulats, favorise leur utilisation pour la stabilisation des terrains en place (usage géotechnique)) ou comme qu'activateur pour liants hydrauliques latents (prEN 13282-2). Cette large palette d'usages diversifiés, en fonction de la teneur en chaux, exige la mise en place de systèmes de traçabilité rigoureux au niveau de la production.

#### Utilisation comme engrais et pour amendement de sols
La minette lorraine, minerai de fer pauvre et contenant beaucoup de phosphate, générait une fonte qu'il fallait déphosphorer au convertisseur Thomas. Le laitier de convertisseur alors obtenu, riche en P2O5, est un excellent engrais. Les phosphates qui s'y trouvent se présentent essentiellement sous forme de phosphate tétracalcique (4CaO.P2O5) : un broyage fin (0/160 µm) et un tout passant à la maille de 630 µm) suffisent à rendre le laitier assimilable par la végétation en augmentant sa surface spécifique. Les sols sableux et acides sont chaulés à la scorie basique pour relever leur pH et les doper au phosphore.
Bien que Sidney Gilchrist Thomas ait pronostiqué que « quelle que puisse être risible l'idée, je suis convaincu qu'à la fin, en prenant en compte les coûts de production, l'acier sera le coproduit, et le phosphore le produit principal », la valorisation du laitier Thomas est restée une activité marginale. La prédiction de Thomas ne s'est réalisée que, brièvement, vers la fin de la Seconde Guerre mondiale.
Si les laitiers de convertisseur sont parfois valorisés comme engrais, l'abandon des minerais riches en phosphore, comme la minette lorraine, rend cette filière moins attractive. L'efficacité des superphosphates éclipse actuellement l'intérêt de ce produit comme engrais. Cependant, les phosphates représentent une matière première essentielle et indispensable à l'agriculture et dont les ressources mondiales sont limitées et les gisements importants actuellement en voie d'épuisement rapide. A long terme, la prédiction de Thomas pourrait donc bien se concrétiser à nouveau et de façon plus durable.

#### Autres utilisations
La forte teneur en silice des laitiers en fait une matière première pour la fabrication du verre. Cette utilisation est réservée aux laitiers granulés les plus purs, c'est-à-dire de haut fourneau. Des précautions sont nécessaires pour éviter toute pollution (gravats, poussière...) pendant le stockage ou le transport.

### Production
La production française de granulats de laitier était, en France et pour 2005, de 2 080 000 tonnes, pour 51 847 000 euros, dans dix entreprises.
La production de 2009 montre une forte évolution des usages :
- diminution de l'usage des laitiers de haut-fourneau comme granulats de remblais car ils sont mieux valorisés comme liant ou composant de liant hydraulique ;
- utilisation de plus en plus massive de laitiers d'aciérie puisque, sur une production brute (pour 25 sites sidérurgiques français) de :
  - 2,3 million de tonnes de laitier de haut-fourneau,
  - 1,6 million de tonnes de laitiers d'aciérie (52 % d'aciérie de conversion et 48 % d'aciérie électrique).

Les volumes employés en granulats de remblais représentent respectivement :
- 440 000 tonnes de laitier de haut-fourneau (19 % de la production annuelle) ;
- 400 000 tonnes de laitier d'aciérie de conversion (46 % de la production annuelle) ;
- 492 000 tonnes de laitiers d'aciéries électriques (?? %, le solde ?)[Combien ?].

Ce développement de leur utilisation est essentiellement dû à :
- la professionnalisation des filières de valorisation avec la mise en place de plan d'assurance qualité ;
- la prise en compte toute récente de la nécessité d'un développement plus durable (économie des ressources naturelles, minimisation de la distance des transports et de l'impact des laitiers sur les émissions de CO2 (avec recapture éventuelle du CO2 à très long terme), etc. .

## Risques

### Risques pour l'homme
Le liquide résiduel de lessivage (lixiviat ou percolat) des laitiers est très alcalin, pouvant atteindre un pH de 12. Une protection adéquate est donc recommandée pour les travailleurs exposés selon la nature du travail (lunettes de sécurité, gants, visières, vêtements de protection...).
Le risque d'irritation et de sensibilisation des métaux a été étudiée et un article de 2014, concernant une expérimentation in vitro et in vivo chez l'animal (cochon d'inde et lapin albinos), montre que les laitiers issus des fours électriques ne sont ni corrosifs, ni irritants et ne sont pas responsables d'une sensibilisation cutanée (apparition d'allergie). Les concentrations en chrome hexavalent (CrVI) sont faibles et seraient même plus faibles que dans le ciment.
La présence de carbonate de calcium (CaCO3) peut provoquer une pneumoconiose bénigne de surcharge avec un tatouage pulmonaire (chalicose) sans altération de la fonction pulmonaire ni de prédisposition aux cancers ou aux infections (tuberculose).
La silice libre cristalline provoque une pneumoconiose maligne (silicose). La calcination à haute température de terre de diatomée transforme celle-ci en silice très fibrogène (tridymite et cristobalite). Toutefois, les silicates combinés aux cations métalliques sont biologiquement moins réactifs (à l'exception de l'asbeste et du talc). La silice retrouvée dans les laitiers est sous forme de silicates de chaux.
Les laitiers en tant que tels sont considérés comme non dangereux, même si un suivi médical de la fonction pulmonaire (radiographie et/ou spirométrie) est recommandé et régulièrement réévalué pour ceux qui les manipulent. Des mesurages biologiques (dans les urines des travailleurs exposés) et atmosphériques (dans l'air ambiant sur les lieux de travail) des produits nocifs peuvent être réalisés.
Dans certaines applications et formulations, il devient dangereux. Par exemple, il est parfois moulu et utilisé comme additif du béton projeté. Ce béton « à forte teneur en laitier moulu » produit une couche plus résistante aux ions, à l'eau salée et au feu, mécaniquement très résistante et présentant un bilan carbone allégé. Mais son activation libère de l'hydrogène sulfuré (H2S), hautement toxique. En 2019, un activateur en poudre a été mis sur le marché, non alcalin, ne retardant pas la prise et éliminant la production de H2S, mais nécessitant une machine à projeter spéciale (pompe doseuse associée à une pompe à béton).

### Risques environnementaux
Les laitiers sont des sources potentielles de relargage de métaux lourds, ou parfois de radionucléides.
Parfois, en présence de soufre et de certaines bactéries, un phénomène auto-entretenu de forte acidification du substrat peut apparaître, et un drainage acide (ou « drainage acide minier » dans le contexte de séquelles minières). Ce phénomène peut être accompagné d'une altération des scories, avec lessivage avec relargage important de métaux toxiques qui peuvent alors être dispersés dans l'environnement.
Les métaux présents dans les scories ou d'autres contaminants adsorbés dans ces mêmes scories (dioxines, furanes, etc.) peuvent polluer l'air (émissions de vapeurs lors de la production, puis envols de poussières). Ils peuvent aussi polluer l'eau et les sols (via la percolation et la désorption surtout si les eaux sont acides et plutôt tièdes ou chaudes). Ces phénomènes sont comparables à ceux qui se produisent à partir de déchets industriels dits « stabilisés ».
Paradoxalement certains sites très pollués par des scories de métallurgie ont été classés et sont protégés pour les espèces rares qu'ils abritent (quelques espèces protégées, dites « métallophytes » ou « métallorésistantes ») qu'il est utile de conserver car elles contribuent - dans une certaine mesure - à la phytostabilisation des polluants qui en leur présence sont moins susceptibles d'être mobilisés par l'érosion éolienne ou hydrique [références souhaitées]. C'est le cas par exemple de la friche industrielle de Mortagne-du-Nord dans le Nord de la France,, dont en France à partir de scories d'Usinor à titre de test avec le Laboratoire central des ponts et chaussées (LCPC).